# Persone di nome Pascal
| Questa pagina contiene informazioni ricavate automaticamente dalle voci biografiche con l'ausilio del template Bio e di un bot. L'aggiornamento è periodico e automatico e ricostruisce completamente la pagina. Se manca una persona in questa lista, sei pregato di non aggiungerla, ma accertati piuttosto che la sua voce biografica contenga il template Bio e che i dati anagrafici siano correttamente compilati. Se il template Bio manca, inseriscilo tu stesso o, in alternativa, metti l'avviso {{tmp\|Bio}} che ne segnala la mancanza. Se i dati riportati sono sbagliati, correggi direttamente la voce biografica; le modifiche saranno visibili in questa lista entro pochi giorni. Per chiarimenti vedi il progetto antroponimi. La lista contiene solo le 164 persone che sono citate nell'enciclopedia e per le quali è stato implementato correttamente il template Bio. Pagina aggiornata al 6 ago 2025. |

Questa è una lista di persone presenti nell'enciclopedia che hanno il nome Pascal, suddivise per attività principale.

## Allenatori di calcio(11)
- Pascal Baills, allenatore di calcio e ex calciatore francese (Perpignano, n. 1964)
- Pascal Bosschaart, allenatore di calcio e ex calciatore olandese (Rotterdam, n. 1980)
- Pascal Cygan, allenatore di calcio, dirigente sportivo e ex calciatore francese (Lens, n. 1974)
- Pascal Despeyroux, allenatore di calcio e ex calciatore francese (Tolosa, n. 1965)
- Pascal Dupraz, allenatore di calcio e ex calciatore francese (Annemasse, n. 1962)
- Pascal Gastien, allenatore di calcio e ex calciatore francese (Rochefort, n. 1963)
- Pascal Jansen, allenatore di calcio e dirigente sportivo olandese (Londra, n. 1973)
- Pascal Oppliger, allenatore di calcio e ex calciatore svizzero (n. 1980)
- Pascal Plancque, allenatore di calcio, dirigente sportivo e ex calciatore francese (Cherbourg, n. 1963)
- Pascal Simpson, allenatore di calcio e ex calciatore togolese (Lomé, n. 1971)
- Pascal Vahirua, allenatore di calcio e ex calciatore francese (Papeete, n. 1966)

## Allenatori di pallacanestro(1)
- Pascal Donnadieu, allenatore di pallacanestro francese (Suresnes, n. 1964)

## Arbitri di calcio(1)
- Pascal Garibian, ex arbitro di calcio francese (Bourg-en-Bresse, n. 1961)

## Arbitri di rugby a 15(1)
- Pascal Gaüzère, arbitro di rugby a 15 francese (Montfort-en-Chalosse, n. 1977)

## Arcivescovi cattolici(3)
- Pascal Delannoy, arcivescovo cattolico francese (Comines, n. 1957)
- Pascal N'Koué, arcivescovo cattolico beninese (Boukombé, n. 1959)
- Pascal Wintzer, arcivescovo cattolico francese (Rouen, n. 1959)

## Armatori(1)
- Pascal Lota, armatore francese (Bastia, n. 1933 - Bastia, † 2016)

## Attori(7)
- Pascal Breuer, attore e doppiatore francese (Monaco di Baviera, n. 1966)
- Pascal Demolon, attore, doppiatore e regista francese (Soissons, n. 1964)
- Pascal Duquenne, attore belga (Vilvorde, n. 1970)
- Pascal Greggory, attore francese (Parigi, n. 1953)
- Pascal Langdale, attore e doppiatore inglese (Brighton, n. 1973)
- Pascal Persiano, attore italiano (Salerno, n. 1960)
- Pascal Zullino, attore e sceneggiatore italiano (Matera, n. 1964)

## Calciatori(41)
- Pascal Bader, ex calciatore svizzero (Solothurn, n. 1982)
- Pascal Bedrossian, ex calciatore francese (Marsiglia, n. 1974)
- Pascal Berenguer, ex calciatore francese (Marsiglia, n. 1981)
- Pascal Bieler, ex calciatore tedesco (Berlino, n. 1986)
- Pascal Camadini, ex calciatore francese (Bastia, n. 1972)
- Pascal Cerrone, ex calciatore e allenatore di calcio svizzero (Frauenfeld, n. 1981)
- Pascal Chimbonda, ex calciatore francese (Les Abymes, n. 1979)
- Pascal Delhommeau, ex calciatore francese (Nantes, n. 1978)
- Pascal Dias, ex calciatore francese (Messy, n. 1976)
- Pascal Estrada, calciatore austriaco (Linz, n. 2002)
- Pascal Feindouno, ex calciatore guineano (Conakry, n. 1981)
- Pascal Gourville, ex calciatore mauritano (Saint-Denis, n. 1975)
- Pascal Gregor, calciatore danese (n. 1994)
- Pascal Groß, calciatore tedesco (Mannheim, n. 1991)
- Pascal Grünwald, ex calciatore austriaco (Innsbruck, n. 1982)
- Pascal Johansen, ex calciatore francese (Colmar, n. 1979)
- Pascal Kalemba, calciatore della Repubblica Democratica del Congo (Kinshasa, n. 1979 - Kinshasa, † 2012)
- Pascal Klemens, calciatore tedesco (Berlino, n. 2005)
- Pascal Köpke, calciatore tedesco (Hanau, n. 1995)
- Pascal Langenhuijsen, ex calciatore e ex giocatore di calcio a 5 olandese (Rotterdam, n. 1971)
- Pascal Lina, ex calciatore francese (n. 1970)
- Pascal Loretz, calciatore svizzero (Lucerna, n. 2003)
- Pascal Mendy, ex calciatore senegalese (Dakar, n. 1979)
- Pascal Millien, ex calciatore haitiano (Léogâne, n. 1986)
- Pascal Miézan, calciatore ivoriano (Gagnoa, n. 1959 - Abidjan, † 2006)
- Pascal Kondaponi, ex calciatore nigeriano (Lagos, n. 1980)
- Pascal Nouma, ex calciatore francese (Épinay-sur-Seine, n. 1972)
- Pascal Ojigwe, ex calciatore nigeriano (Aba, n. 1976)
- Pascal Olmeta, ex calciatore francese (Bastia, n. 1961)
- Pascal Petlach, calciatore austriaco (n. 1999)
- Pascal Pierre, ex calciatore francese (Caen, n. 1968)
- Pascal Plovie, ex calciatore belga (Bruges, n. 1965)
- Pascal Razakanantenaina, calciatore malgascio (Mahajanga, n. 1987)
- Pascal Renfer, ex calciatore svizzero (Bienne, n. 1977)
- Pascal Renier, ex calciatore belga (Waremme, n. 1971)
- Pascal Rousseau, ex calciatore francese (Parigi, n. 1962)
- Pascal Schürpf, calciatore svizzero (Basilea, n. 1989)
- Pascal Stenzel, calciatore tedesco (Bünde, n. 1996)
- Pascal Struijk, calciatore olandese (Deurne, n. 1999)
- Pascal Testroet, calciatore tedesco (Bocholt, n. 1990)
- Pascal de Wilde, ex calciatore belga (Bruges, n. 1965)

## Canottieri(1)
- Pascal Touron, canottiere francese (Arcachon, n. 1973)

## Cantanti(1)
- Lokua Kanza, cantante e compositore della Repubblica Democratica del Congo (Bukavu, n. 1958)

## Cantautori(1)
- Pascal Obispo, cantautore francese (Bergerac, n. 1965)

## Cestisti(4)
- Pascal Fleury, ex cestista canadese (Saint-Jean-sur-Richelieu, n. 1970)
- Pascal Perrier-David, ex cestista francese (Oullins, n. 1975)
- Pascal Roller, ex cestista tedesco (Heidelberg, n. 1976)
- Pascal Siakam, cestista camerunese (Douala, n. 1994)

## Ciclisti su strada(12)
- Pascal Ackermann, ciclista su strada tedesco (Kandel, n. 1994)
- Pascal Chanteur, ex ciclista su strada francese (Saint-Denis, n. 1968)
- Pascal Deramé, ex ciclista su strada francese (Nantes, n. 1970)
- Pascal Eenkhoorn, ciclista su strada olandese (Genemuiden, n. 1997)
- Pascal Hervé, ciclista su strada francese (Tours, n. 1964 - Montréal, † 2024)
- Pascal Jaccard, ex ciclista su strada svizzero (Sursee, n. 1964)
- Pascal Jules, ciclista su strada francese (La Garenne-Colombes, n. 1961 - Bernay, † 1987)
- Pascal Lance, ex ciclista su strada francese (Toul, n. 1964)
- Pascal Lino, ex ciclista su strada e pistard francese (Sartrouville, n. 1966)
- Pascal Poisson, ex ciclista su strada e pistard francese (Plancoët, n. 1958)
- Pascal Richard, ex ciclista su strada e ciclocrossista svizzero (Vevey, n. 1964)
- Pascal Simon, ex ciclista su strada e ciclocrossista francese (Mesnil-Saint-Loup, n. 1956)

## Comici(1)
- Pascal Mazzotti, comico e attore francese (Saint-Étienne-de-Baïgorry, n. 1923 - Saint-Ouen-l'Aumône, † 2002)

## Compositori(2)
- Pascal Collasse, compositore francese (Reims, n. 1649 - Versailles, † 1709)
- Pascal Dusapin, compositore francese (Nancy, n. 1955)

## Danzatori su ghiaccio(1)
- Pascal Lavanchy, ex danzatore su ghiaccio francese (Thonon-les-Bains, n. 1968)

## Designer(1)
- Pascal Mourgue, designer francese (Neuilly, n. 1943 - † 2014)

## Dirigenti sportivi(3)
- Pascal Besnard, dirigente sportivo e ex calciatore svizzero (Ginevra, n. 1963)
- Pascal Müller, dirigente sportivo e ex hockeista su ghiaccio svizzero (Langnau im Emmental, n. 1979)
- Pascal Zuberbühler, dirigente sportivo, allenatore di calcio e ex calciatore svizzero (Frauenfeld, n. 1971)

## Disc jockey(1)
- Vitalic, disc jockey francese (Digione, n. 1976)

## Economisti(3)
- Pascal Lamy, economista e politico francese (Levallois-Perret, n. 1947)
- Pascal Salin, economista francese (Parigi, n. 1939)
- Pascal de Lima, economista francese (Parigi, n. 1972)

## Fumettisti(1)
- Ab'Aigre, fumettista e illustratore svizzero (Ginevra, n. 1949 - Ginevra, † 2006)

## Giocatori di calcio a 5(1)
- Pascal Delrée, ex giocatore di calcio a 5 belga (n. 1970)

## Giocatori di football americano(5)
- Pascal Hollenstein, ex giocatore di football americano e allenatore di football americano svizzero (n. 1991)
- Pascal Maier, ex giocatore di football americano e allenatore di football americano tedesco (Monaco di Baviera, n. 1985)
- Pascal Maier, giocatore di football americano svizzero (n. 1999)
- Pascal Ritzheim, ex giocatore di football americano tedesco (n. 1975)
- Pascal Rüegg, giocatore di football americano svizzero (n. 1996)

## Giocatori di poker(1)
- Pascal Perrault, giocatore di poker francese (Parigi, n. 1959)

## Giornalisti(1)
- Pascal Canfin, giornalista e politico francese (Arras, n. 1974)

## Giudici di tennis(1)
- Pascal Maria, ex giudice di tennis francese (Nizza, n. 1973)

## Hockeisti su ghiaccio(2)
- Pascal Dupuis, hockeista su ghiaccio canadese (Laval, n. 1979)
- Pascal Leclaire, ex hockeista su ghiaccio canadese (Repentigny, n. 1982)

## Imprenditori(2)
- Pascal Cagni, imprenditore francese (Cernay, n. 1961)
- Pascal Soriot, imprenditore francese (n. 1959)

## Judoka(1)
- Pascal Tayot, ex judoka francese (Gennevilliers, n. 1965)

## Linguisti(1)
- Pascal Marchetti, linguista francese (San Nicolao, n. 1925 - Parigi, † 2018)

## Lottatori(1)
- Pascal Eisele, lottatore tedesco (Fahrenbach, n. 1992)

## Militari(2)
- Pascal Sicurani, militare francese (Taglio-Isolaccio, n. 1869 - Moosch, † 1915)
- Pascal Simbikangwa, ex militare e criminale di guerra ruandese (Karago, n. 1959)

## Multiplisti(1)
- Pascal Behrenbruch, multiplista tedesco (Offenbach am Main, n. 1985)

## Ostacolisti(1)
- Pascal Martinot-Lagarde, ostacolista francese (Saint-Maur-des-Fossés, n. 1991)

## Pallamanisti(1)
- Pascal Hens, ex pallamanista tedesco (Daun, n. 1980)

## Pallavolisti(1)
- Pascal Ragondet, pallavolista francese (La Seyne-sur-Mer, n. 1983)

## Pattinatori di short track(1)
- Pascal Dion, pattinatore di short track canadese (Montréal, n. 1994)

## Pianisti(2)
- Pascal Devoyon, pianista francese (Parigi, n. 1953)
- Pascal Rogé, pianista francese (Parigi, n. 1951)

## Piloti automobilistici(3)
- Pascal Fabre, ex pilota automobilistico francese (Lione, n. 1960)
- Pascal Ickx, ex pilota automobilistico e giornalista belga (Lubbeek, n. 1937)
- Pascal Wehrlein, pilota automobilistico tedesco (Sigmaringen, n. 1994)

## Piloti di rally(1)
- Pascal Gaban, pilota di rally belga (Uccle, n. 1965)

## Piloti motociclistici(1)
- Pascal Picotte, pilota motociclistico canadese (Granby, n. 1969)

## Poeti(1)
- Pascal D'Angelo, poeta italiano (Introdacqua, n. 1894 - Brooklyn, † 1932)

## Politici(7)
- Pascal Affi N'Guessan, politico ivoriano (Bouadikro, n. 1953)
- Pascal Arimont, politico belga (Malmedy, n. 1974)
- Pascal Couchepin, politico svizzero (Martigny, n. 1942)
- Pascal Lissouba, politico della Repubblica del Congo (Tsinguidi, n. 1931 - Perpignano, † 2020)
- Pascal Rakotomavo, politico malgascio (Antananarivo, n. 1934 - Reunion, † 2010)
- Pascal Smet, politico belga (Haasdonk, n. 1967)
- Pascal Yoadimnadji, politico ciadiano (n. 1950 - Parigi, † 2007)

## Politologi(1)
- Pascal Boniface, politologo e saggista francese (Parigi, n. 1956)

## Produttori cinematografici(1)
- Pascal Caucheteux, produttore cinematografico e imprenditore francese (Vincennes, n. 1961)

## Produttori televisivi(1)
- Pascal Breton, produttore televisivo francese (n. 1958)

## Rapper(1)
- Despo Rutti, rapper francese (Kinshasa, n. 1982)

## Registi(4)
- Pascal Chaumeil, regista francese (Parigi, n. 1961 - Parigi, † 2015)
- Pascal Laugier, regista e sceneggiatore francese (Vallauris, n. 1971)
- Pascal Plisson, regista francese (Parigi, n. 1959)
- Pascal Thomas, regista, sceneggiatore e produttore cinematografico francese (Moncontour, n. 1945)

## Rugbisti a 15(2)
- Pascal Ondarts, ex rugbista a 15 francese (Méharin, n. 1956)
- Pascal Papé, ex rugbista a 15 francese (Lione, n. 1980)

## Saltatori con gli sci(1)
- Pascal Bodmer, ex saltatore con gli sci tedesco (Balingen, n. 1991)

## Sceneggiatori(2)
- Pascal Arnold, sceneggiatore, produttore cinematografico e regista francese (Parigi, n. 1960)
- Pascal Bonitzer, sceneggiatore, regista e critico cinematografico francese (Parigi, n. 1946)

## Schermidori(1)
- Pascal Jolyot, ex schermidore francese (Fontainebleau, n. 1958)

## Sciatori alpini(1)
- Pascal Martin, ex sciatore alpino francese (n. 1963)

## Scrittori(8)
- Pascal Basset-Chercot, scrittore e giornalista francese (Lione, n. 1956)
- Pascal Bruckner, scrittore e saggista francese (Parigi, n. 1948)
- Pascal Françaix, scrittore francese (Somain, n. 1971)
- Pascal Lamour, scrittore e musicista francese (Theix, n. 1958)
- Pascal Quignard, scrittore e saggista francese (Verneuil-sur-Avre, n. 1948)
- Pascal Loubet, scrittore, giornalista e fotografo francese (Le Havre, n. 1958)
- Pascal Schembri, scrittore italiano (Realmonte, n. 1944)
- Pascal de Duve, scrittore belga (Anversa, n. 1964 - Parigi, † 1993)

## Taekwondoka(1)
- Pascal Gentil, taekwondoka francese (Parigi, n. 1973)

## Tennisti(1)
- Pascal Portes, ex tennista francese (Villeneuve-sur-Lot, n. 1959)

## Tuffatori(1)
- Pascal Faatz, tuffatore olandese (Eindhoven, n. 2000)

## Velocisti(2)
- Pascal Barré, ex velocista francese (Houilles, n. 1959)
- Pascal Mancini, velocista svizzero (Friburgo, n. 1989)